# Santa Cruz de Paniagua (kommunhuvudort)
Santa Cruz de Paniagua är en kommunhuvudort i Spanien.   Den ligger i provinsen Provincia de Cáceres och regionen Extremadura, i den centrala delen av landet, 230 km väster om huvudstaden Madrid. Santa Cruz de Paniagua ligger 475 meter över havet och antalet invånare är 379.
Terrängen runt Santa Cruz de Paniagua är platt åt sydost, men åt nordväst är den kuperad. Runt Santa Cruz de Paniagua är det glesbefolkat, med 20 invånare per kvadratkilometer. Närmaste större samhälle är Montehermoso, 11,5 km söder om Santa Cruz de Paniagua. Omgivningarna runt Santa Cruz de Paniagua är huvudsakligen savann.